# سیانا گرین
سیانا گرین (انگلیسی: Sienna Green; ۱ نوامبر ۲۰۰۴) بازیکن واترپلو زن اهل استرالیا است.
وی در مسابقات کشوری و بین‌المللی در مجموع برندهٔ ۱ مدال نقره شده است.